# Arbutus xalapensis
Arbutus xalapensis е вид растение от семейство Пиренови (Ericaceae). Видът е незастрашен от изчезване.

## Разпространение
Разпространен е в Гватемала и Мексико.